# Лурд
Лурд (фр. Lourdes, окс. Lorda) — місто та муніципалітет у Франції, у регіоні Окситанія, департамент Верхні Піренеї. Населення — 13 509 осіб (01.01.2021).
Лурдський муніципалітет розміщений приблизно 670 км на південь від Парижа, 135 км на південний захід від Тулузи та 18 км на південний захід від Тарба.
Місто Лурд стало славнозвісним у другій половині XIX століття завдяки чудотворному місцю на передгір'ях Високих Піренеїв у південно-західному кутку Франції неподалік від іспанського кордону.

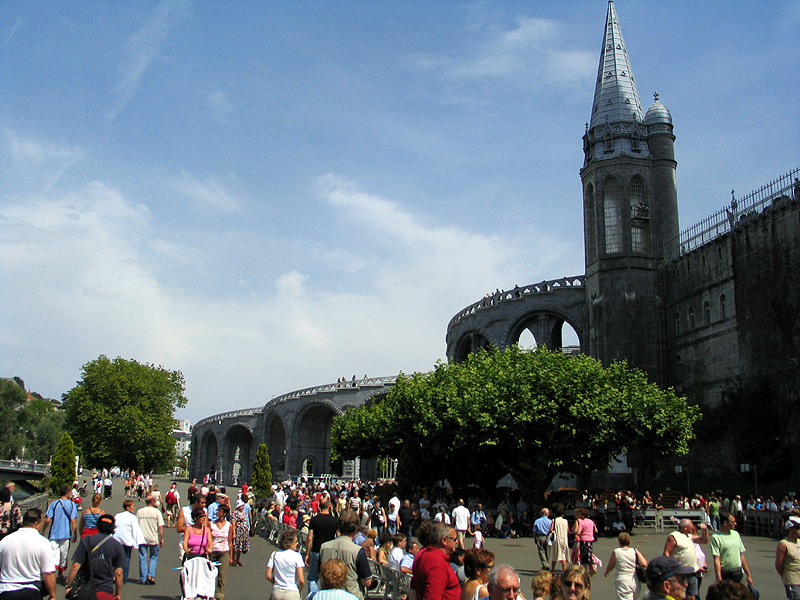
Катедральний собор у Лурді на місці печери, у якій Бернадеті з'явилася Богородиця

## Чудотворний Лурд
Лурд набув світової слави після того, як розійшлася чутка, що в його околицях відбулося об'явлення 14-річній селянській дівчині Бернадетті Субіру (фр. Bernadette Soubirous), котра тоді збирала хмиз у лісі. У день 11 лютого 1858 року з'явилася їй у печері «пані» та сказала: «Іди до священників і скажи їм, щоб збудували на цьому місці каплицю, бо хочу, щоб воно стало місцем ласки для людей. Не переставай молитись та кажи другим, щоб і вони молилися. Піди й напийся з джерела та окропи себе водою з нього…»
Хоч джерела Бернадета не бачила і ніхто не знав нічого про будь-яке джерело, — коли дівчинка розгорнула землю у вказаному місці, з того місця насправді почала бити джерельна вода, яка переливалася в гірський потік. Згодом розійшлися чутки про неймовірні чуда: сліпець промив водою очі — і прозрів; сусідка дівчинки занурила у воду з джерела конаючу дитину — і хлопчик не тільки вижив, але й став здоровим, дужим та довголітнім, попри те, що лікарі раніш були безсилі що-небудь вдіяти з його раком кісток.

## Лурд— місце паломництва та зцілень

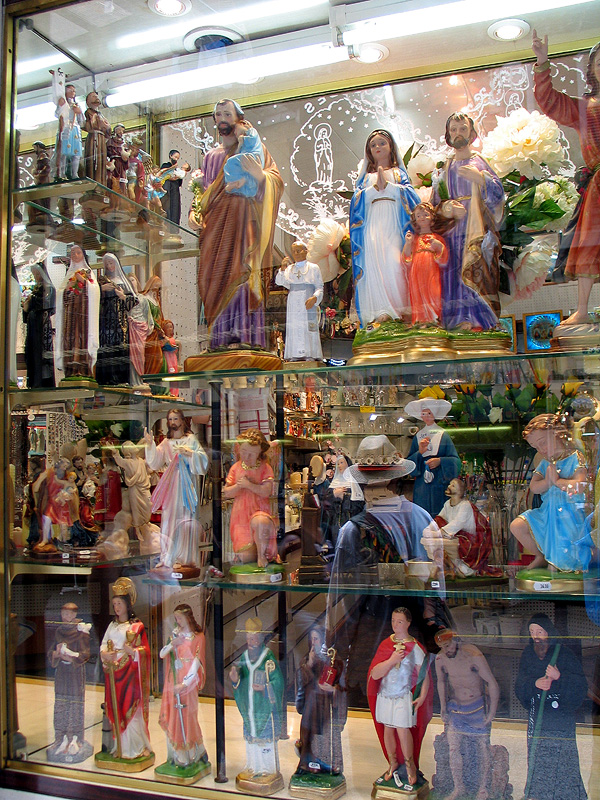
На вулицях Лурда продають безліч релігійних предметів та пам'яток для п аломників

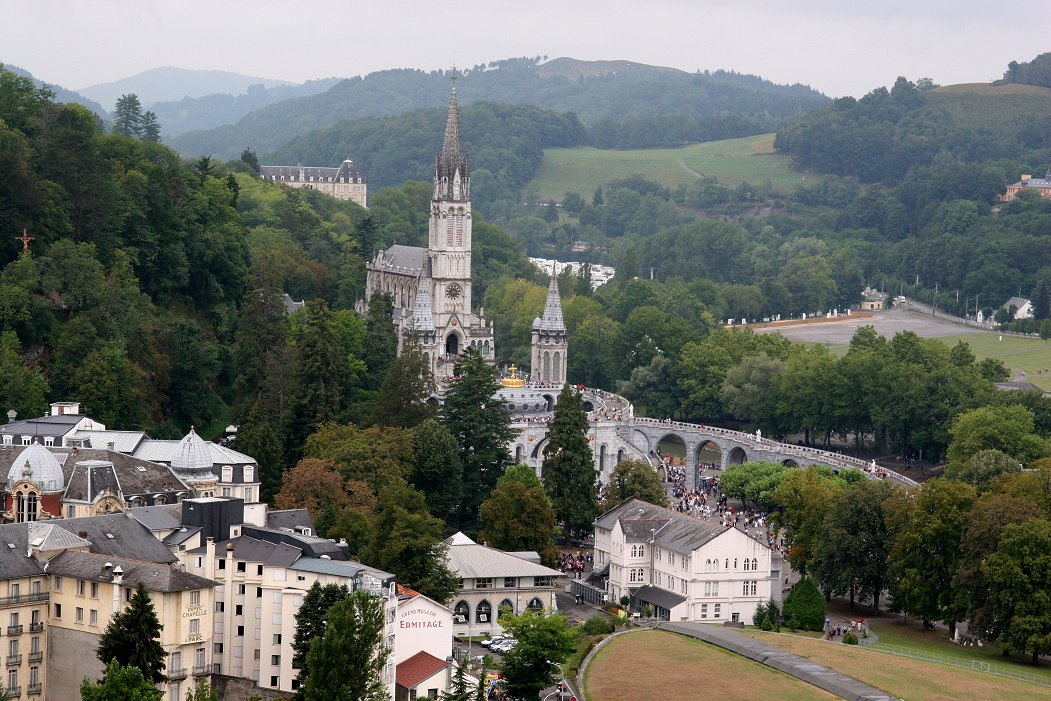
Базиліка Вервиці (Чоток) в Лурді

З розголосом про зцілення сліпого чоловіка та онкохворого хлопчика до Лурда почав напливати народ. А церква, після чотирирічних досліджень спеціальною комісією, у 1933 році визнала Лурд як місце незрозумілих для науки чудес;— а Бернадету, яка померла на 35-му році життя, проголосила в соборі св. Петра в Римі святою. Як почесний гість на канонізації Бернадети навіть був присутній 77-річний чоловік на ім'я Люї Жустін Бугогорт — колишній нещасний хлопчик-каліка, котрий виздоровів від раку кісток після купання в цілющій джерельній воді.
Саме тоді, коли церква визнала чуда в Лурді правдивими, то лікарі та вчений світ поставилися до таких тверджень скептично — і навіть неприхильно. Головне поясненням лурдівських феноменів було однозначним: «галюцинації». Коли ж лікарів закидали фактами про чудесні оздоровлення людей, то вони спростовували це «хибними діагнозами, істеріями та автосугестіями»: світські науковці вважали Люрд місцем великого обману, а всіх прочан — його жертвами.

## Чудеса тривають
Частота чудес у Лурді зростала — і з нею віра у чудотворні якості лурдської води. Заслуговує уваги недуга Марі Біре Люсон, матері шістьох дітей: їй несамовито докучали головні болі, вона втрачала пам'ять — і нарешті зовсім осліпла. Лікар пацієнтки передав вістку про її стан такими словами: «Мені прикро, пані Люсон, але у вас стався скорч зорових нервів. Сучасна медицина не в силі вилікувати вас.»
Почувши висновок, Марі Біре подалася до Лурда. Коли її у колясці підвезли до лурдської печери, вона раптом підвелася на увесь зріст, скричала: «Бачу, бачу Пречисту Діву!» — і знепритомніла. Прийшовши до тями, виявилося, що вона прозріла. Згодом лікар-окуліст із Руену відзвітував: «За допомогою очних дзеркал я виявив у очах перламутрово-білу, безколірну папілію зорових нервів. Я не міг поставити іншого діагнозу як „атрофія [відмирання] зорових нервів спричиненого ушкодженням мозку“. Але пані Біре могла читати найдрібніший друк і розпізнавати віддалені предмети.» Зір повернувся цій жінці, але симптоми хвороби зникли набагато пізніше. Восени 1908 року лікарська комісія в Лурді знову перевірила очі Марі Біре, щоб переконатися, чи жінка з мертвими очима продовжує бачити, — і після досліджень лікарі одностайно ствердили: жодних пошкоджень очей більше немає. Сам головуючий комісії д-р Авґуст Вал'є зустрівся з цією жінкою через 20 років і підтвердив, що погіршення зору не помітив.
Найбільше враження на лікарську комісію справив факт одужання Авґустини Оґоль, яка років із 20-и років хворіла тяжкою недугою: у неї був тканинний наріст на матці. Наріст із часом настільки збільшився, що став натискати на шлунок, викликаючи сильні болі та рвоту. Проте операція була неможливою, бо жінка хворіла на серце — і вже по дорозі до Лурда вона мусила прийняти чотири ін'єкції, адже її серце таки дуже ослабло. І навіть лікар, який супроводжував її, переживав про об'єм її тіла, яке все більше роздувалося.
Уже першого дня перебування в Лурді пані Оґоль понесли до купелі на ношах, опустили її у воду — і вже у воді вона відчула гострий біль. О 4-ій годині дня її поклали на ношах при дорозі, на якій відбувалася процесія. Коли повз неї пронесли монстранцію, жінка раптом відчула, що біль пропав, а натомість їй повернулися життєві сили. Не сказавши нікому і слова, вона залишалася на ношах аж до наступного дня, коли її знову понесли до купелі. Яке велике було здивування для всіх, хто знав і бачив її раніше, — коли її тіло набрало нормальної форми, а сама Оґоль встала з носилок і почала самостійно ступати.

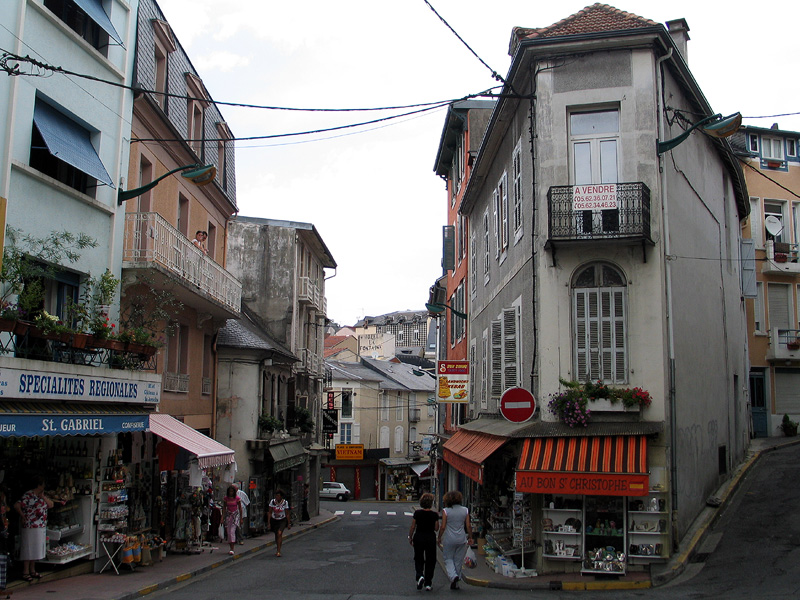
Одна з вулиць Лурда

Після цього оздоровлення пані Оґоль перевіряли більш ніж тридцять лікарів. Ось витяг із офіційного звіту: «Перевіркою встановлено, що тіло стало нормальним, еластичним. Шкіра показує зморшки, як у жінки після пологів. Пояс, що його мала жінка, прибувши до Лурда, тепер на 18 сантиметрів завеликий, а плащ, в якому були продовжені дірки на ґудзики з огляду на опухання тіла, — заширокий.»
Запорукою достовірності фактів оздоровлення служать відомості про те, що в Лурді оздоровлювалися і оздоровлюються не тільки християни-католики, але й представники інших віросповідань: юдеї, магометани, буддисти, індуси, протестанти всіх течій, а також запеклі атеїсти і просто невіруючі люди. Якщо ж одужання від будь-якої хвороби не пояснюється природним способом, то лікарська комісія пересилає справу з Лурду до Парижу на розгляд медичної комісії — а вже коли найвища інстанція медичної комісії підтвердить, що одужання сталося за допомогою надприродних сил, аж тоді документи передаються церковній канонічній комісії для вирішення, чи випадок може трактуватися як чудесний.
З 1858 року, коли в Лурді зафіксовано перше видіння, донині сталося понад 8000 різних чудес; більше 4000 з них лікарська комісія задокументувала у 50-х роках минулого століття. Проте повне підтвердження чудесних оздоровлень встановлено в 1200 випадках; гідним уваги є і той факт, що з кінця 60-х років церквою проголошено лише 51-е чудесне оздоровлення.

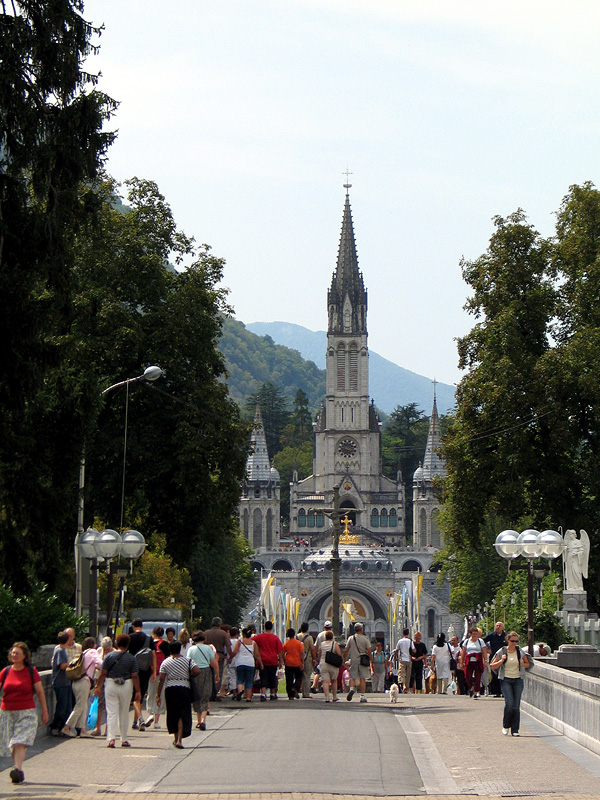
Лурдська Базиліка Рожанця (Чоток)

## Лурдське видужання Чарльза Макдональда
Дослідження одного з найвідоміших видужань Чарльза Макдональда проводив американський лікар Смайлі Блентон, який пізніше виголосив про це доповідь на спільному засіданні психоаналітичного та психіатричного товариства Америки.
Чарльз Макдональд — ірландець-католик. Він належав до католицького союзу молодих мужчин у Дубліні. На той час він мав 31 рік і тяжку недугу з двадцятирічного віку. Згідно із свідоцтвами дублінського лікаря, цей чоловік хворів на туберкульоз хребтового стовпа, запалення нирок і туберкульозний артрит лівого плеча. 15 місяців він не вставав із постелі та міг сидіти не більше трьох-чотирьох хвилин. Медицина була безсилою.
6 вересня 1936 року він прибув до Лурда із групою ірландських пілігрімів. Перший день його перебування у Лурді не дав йому ніяких покращень. На другий день Макдональда повторно скупали і понесли на Богослужіння до печери. Тут він відчув, що біль трохи послаблюється.
Коли ж наступного дня лікарі та медсестри увійшли до його кімнати, Макдональд сам піднявся з ліжка і почав одягатися без їхньої допомоги. Цього дня його повезли на візку до печери ще раз. Після Богослужіння хворий раптом встав і вийшов самостійно по сходах до церкви вервиці, клякнув там і почав молитися. Д-р Крістофер Геннінґен, котрий супроводжував групу паломників, у якій був Макдональд, повідомив, що від часу його повернення з Лурда двічі зустрічався з Макдональдом і ще раз переконався, що хвороба його пропала.
16 вересня 1937 року Макдональд повернувся до Лурда. Доктор Блейтон і 32 інших докторів оглянули його і відзначили його прекрасне здоров'я і погодилися, що «у цей час медицина не може дати ніяких пояснень дати цьому зціленню.»

## Вода Лурда під мікроскопом

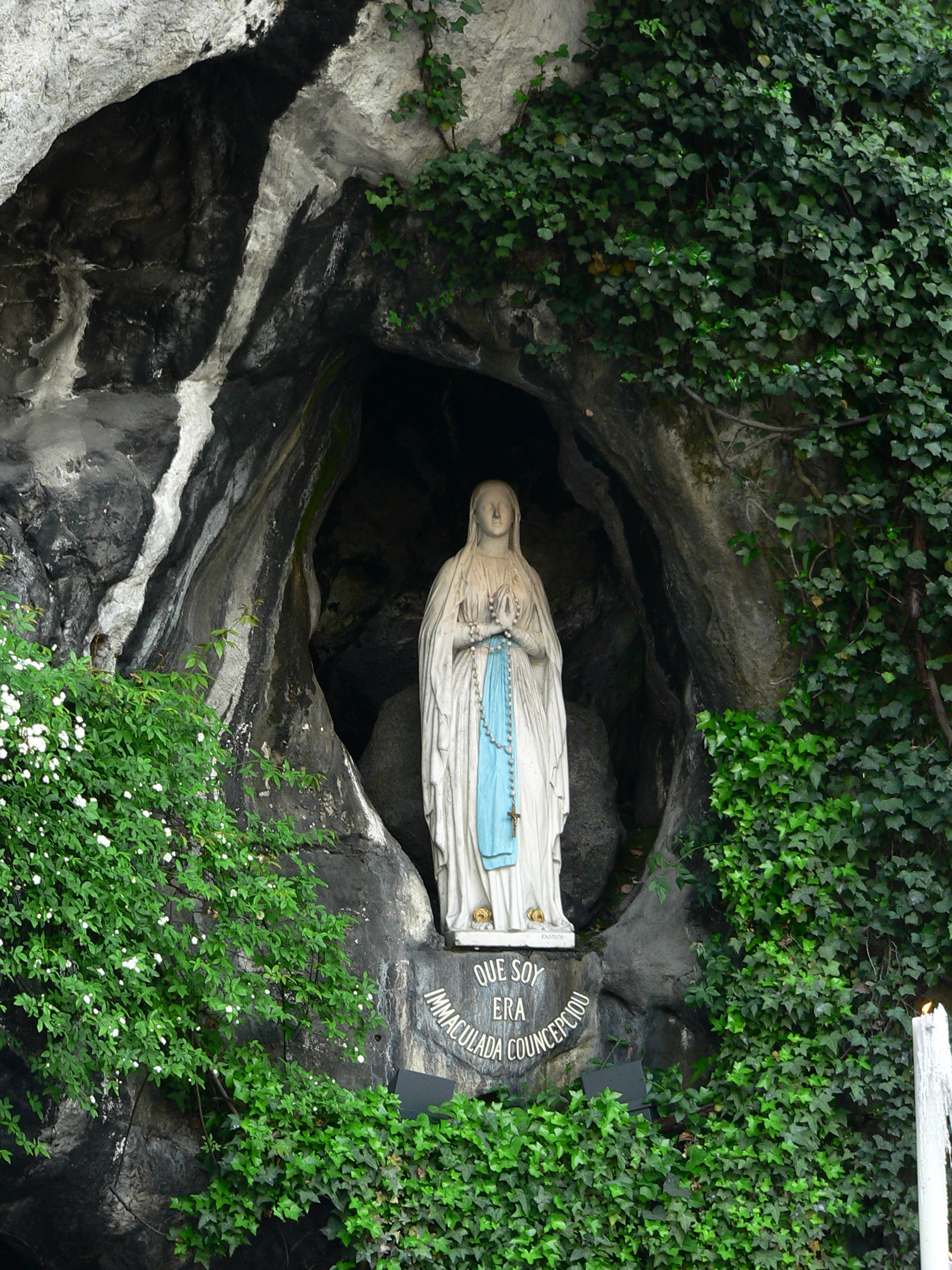
Статуя Діви Марії в гротто (печері об'явлення) Масабель у Лурді

Місто паломників Лурд має єдину непереможну злими силами атмосферу — атмосферу віри. Дивним є той факт, що в Лурді ніколи не було ніякої пошесті. Адже щороку туди приїжджає більше ніж 2 мільйони паломників і понад сто тисяч хворих, котрі сотнями купаються в джерелах. Людей із різними хворобами занурювали у ту ж саму воду, не змінюючи її. Проте ніякої інфекції не було зафіксовано ніколи.
Спершу деякі ділки хотіли використати воду з Лурду в бізнесових цілях і намагалися збудувати там оздоровчі центри і купальні. Але, на велике їхнє розчарування, вода після аналізів показала, що не має в собі ніяких лікувальних властивостей і нічим не відрізняється від звичайної води, котра витікає з гірських струмків. Втім бактеріологічний дослід показав сенсаційні висновки: вода була сильно знечищена і аж кишіла стрептококами, стафілококами, бацилами Коля, та іншими небезпечними збудниками хвороб. Але щеплені цією водою морські свинки залишалися здоровими. Зате, коли таке саме щеплення зробили водою із французької ріки Сени, то дві третини свинок загинули. У цій воді також були присутні вище вказані бактерії.
Одне із дивних, на людський розум, чудес сталося з Гю Лейдетом, безнадійним хлопчиком-ідіотом. Цей хлопчик мав неповних 10 років, коли лікарі одностайно висловилися, що його справа кепська. До п'яти років він був нормальною дитиною, але потім раптово дістав запалення мозкових оболон — менінгіт. Запалення згодом перекинулося і на самий мозок, сформувався менінгоенцефаліт. Це спричинило велику руйнацію центральної нервової системи. Він мав паралізовані руки й ноги, раз-у-раз виникали корчі, напади епілепсії, та втратив глузд. Дійшло до жахливої ситуації: хлопчик не впізнавав своїх батьків, видаючи із себе незрозумілі звуки у горлянці. Батьки намагалися якось допомогти дитині і протягом двох років безупинно лікували його, але позитивних результатів не досягли. Зрештою вони фінансово були вже безпомічні що-небудь зробити.
І тоді разом із дитиною вони поїхали до Лурда, як до останньої надії на оздоровлення сина. Сестри обережно поклали нерухоме тільце в джерельну воду. Мати його стояла ні жива ні мертва, боячись аби на дитину не напала епілепсія. Нарешті їй подали сина і раптом Гю підняв рученята, простягнув їх до мами і чистим дитячим голосом закликав: — «мамо, мамо!». Паралізовані до того ноги і руки стали м'якими і гнучкими, до них повернулося тепло. Лікар, котрий опікувався хворим хлопчиком змалку, сам мало не збожеволів, коли побачив здорового Гю. Дитячий розум за короткий час надолужив все втрачене в читанні і письмі.

## Загадки оздоровлень у Лурді
В чому причина цих оздоровлень і де їхнє джерело? Якщо це не чуда — тоді що це є? Майже всі, хто оздоровлюється в Лурді, мають одну, споріднюючу їх, прикмету. По-перше, це прості люди з бідних та скромних родин. Ні один із тих людей не був багатий і не походив із вищих кіл. По-друге, після того, як хтось із них оздоровлюється, то немовби автоматично забезпечує собі імунітет від усякої іншої хвороби. По-третє, всі оздоровлені мають у собі дивний спокій та внутрішню гідність, котра з'являється від відчуття того, що їм дана милість Божа. Ніхто із них ніколи не використовує своє ім'я для самопрослави.
Колишній президент лікарської комісії в Лурді д-р Валлєт сказав так: «Ці оздоровлення не є ділами випадку, але дією всемогутньої волі, яка вислуховує відповідні молитви, і тій волі [Богу] не в силі протистояти ніщо — ні хвороби ані смерть.»

## Українська церква в Лурді

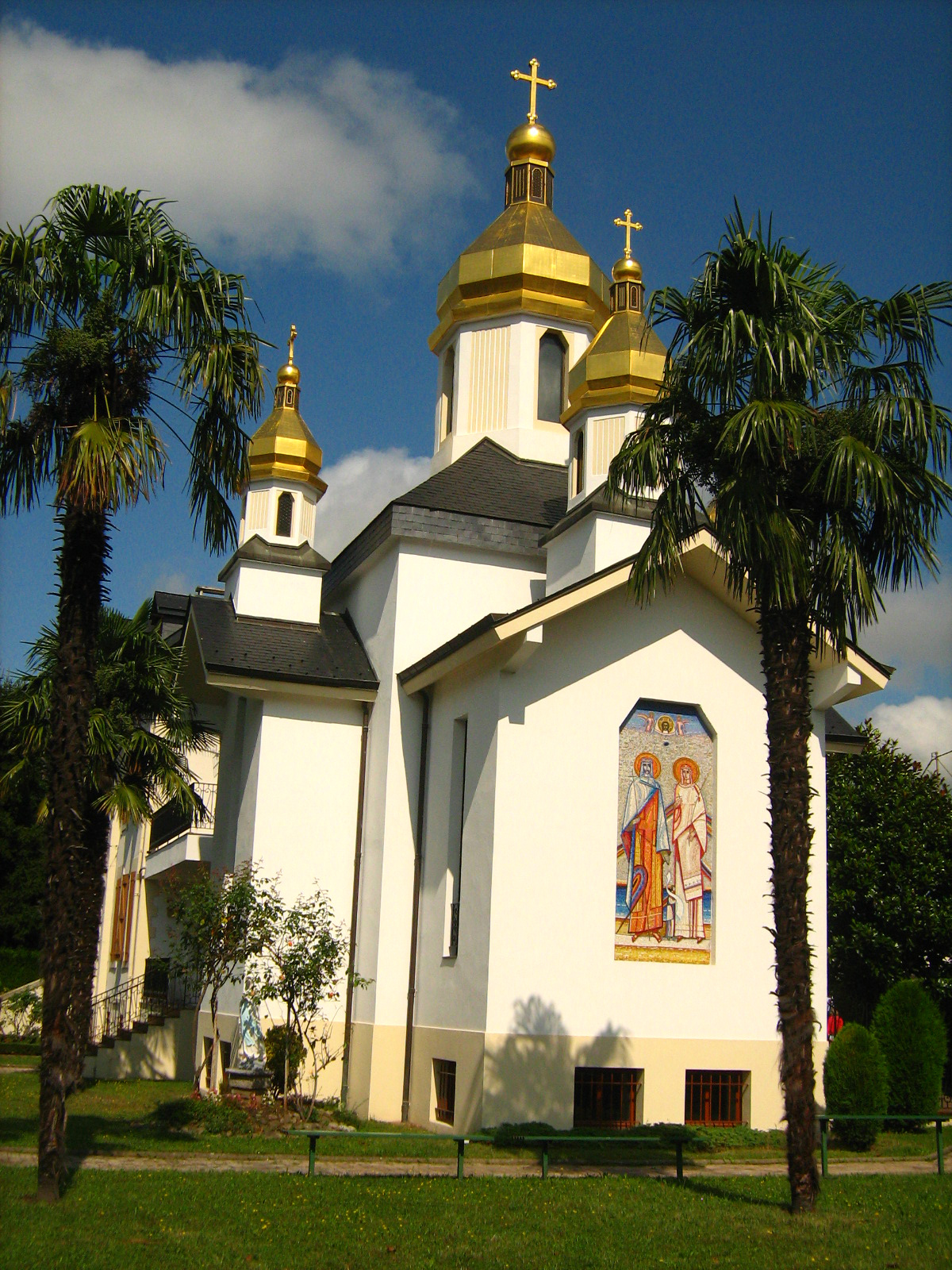
Храм УГКЦ у Лурді

Під час 10 об'явлення Пречиста Діва сказала до Святої Бернадети: Скажете священникові, щоб тут збудував каплицю і щоб тут приходили процесії.
Французькі священники виконали прохання Пречистої Діви, не каплицю, але величаву базиліку Розер та кілька церков у Лурді збудували.
Українські священики і побожні люди щойно тому 50 років почали брати участь у святих процесіях, а Церкву збудували і освятили 20 років тому. На освячення приїхало близько 1500 вірних та багато священиків з-за океану та з Європи. Посвячення довершив Кардинал Іван Мирослав Любачівський, бо в той час Кардинал Йосип Сліпий був хворий. До сьогодні мають українці в Лурді золотоверху церкву, великий дім, де живе священник та сестри-законниці, навпроти церкви є український готель Святої Родини, а поміж церквою і готелем пролягає Вулиця України затверджена французьким урядом.
У базилиці Розер, яка збудована на тій скелі, де 18 разів з'являлась Мати Божа, є українська каплиця з нашими іконами, а під престолом є напис Вівтар України. Ця каплиця хоч у жалюгідному стані, кілька років тому був дірявий дах, падав дощ, понищив мури, але попри все свідчить любов українського народу до Матері Божої. У Лурді є також дім, де мешкає священик та сестри-монахині, хоч великий, але старий, має більш як 200 років.
Адреса української церкви в Лурді: 8 bis Rue de L'Ukraine, 65100 Lourdes, France.

## Персоналії
- Арно і Жан-Марі Лар'є — французькі брати кінорежисери і сценаристи.
- Бернадетта Субіру (1844—1879) — дівчинка, якій у 1858 році в Лурді з'явилась Діва Марії

## Історія
До 2015 року муніципалітет перебував у складі регіону Південь-Піренеї. Від 1 січня 2016 року належить до нового об'єднаного регіону Окситанія.

## Демографія
Динаміка населення (Ehess і INSEE ):
Розподіл населення за віком та статтю (2006):
| Стать | Всього | До 15 років | 15-24 | 25-44 | 45-64 | 65-85 | Понад 85 |
| --- | ------ | ----------- | ----- | ----- | ----- | ----- | -------- |
| Чоловіки | 6727   | 1079        | 614   | 1723  | 1757  | 1361  | 193      |
| Жінки | 8540   | 895         | 697   | 1940  | 2359  | 2158  | 491      |
| \| Статево-вікова піраміда \| Статево-вікова піраміда \| Статево-вікова піраміда \| \| ----------------------- \| ----------------------- \| ----------------------- \| \| Чоловіки \| Вік \| Жінки \| \| 193 \| 85 + \| 491 \| \| 189 \| 80-84 \| 428 \| \| 382 \| 75-79 \| 575 \| \| 434 \| 70-74 \| 621 \| \| 356 \| 65-69 \| 534 \| \| 394 \| 60-64 \| 517 \| \| 509 \| 55-59 \| 641 \| \| 425 \| 50-54 \| 600 \| \| 429 \| 45-49 \| 601 \| \| 530 \| 40-44 \| 583 \| \| 475 \| 35-39 \| 546 \| \| 405 \| 30-34 \| 439 \| \| 313 \| 25-29 \| 372 \| \| 266 \| 20-24 \| 334 \| \| 348 \| 15-20 \| 363 \| \| 393 \| 10-14 \| 349 \| \| 361 \| 5-9 \| 278 \| \| 325 \| 0-4 \| 268 \| |        |             |       |       |       |       |          |
| Статево-вікова піраміда |        |             |       |       |       |       |          |
| Чоловіки | Вік    | Жінки       |       |       |       |       |          |
| 193 | 85 +   | 491         |       |       |       |       |          |
| 189 | 80-84  | 428         |       |       |       |       |          |
| 382 | 75-79  | 575         |       |       |       |       |          |
| 434 | 70-74  | 621         |       |       |       |       |          |
| 356 | 65-69  | 534         |       |       |       |       |          |
| 394 | 60-64  | 517         |       |       |       |       |          |
| 509 | 55-59  | 641         |       |       |       |       |          |
| 425 | 50-54  | 600         |       |       |       |       |          |
| 429 | 45-49  | 601         |       |       |       |       |          |
| 530 | 40-44  | 583         |       |       |       |       |          |
| 475 | 35-39  | 546         |       |       |       |       |          |
| 405 | 30-34  | 439         |       |       |       |       |          |
| 313 | 25-29  | 372         |       |       |       |       |          |
| 266 | 20-24  | 334         |       |       |       |       |          |
| 348 | 15-20  | 363         |       |       |       |       |          |
| 393 | 10-14  | 349         |       |       |       |       |          |
| 361 | 5-9    | 278         |       |       |       |       |          |
| 325 | 0-4    | 268         |       |       |       |       |          |

## Економіка
2010 року серед 8760 осіб працездатного віку (15—64 років) 6130 були активними, 2630 — неактивними (показник активності 70,0%, у 1999 році було 70,4%). З 6130 активних мешканців працювала 5061 особа (2551 чоловік та 2510 жінок), безробітними було 1069 (431 чоловік та 638 жінок). Серед 2630 неактивних 552 особи були учнями чи студентами, 902 — пенсіонерами, 1176 були неактивними з інших причин.

У 2010 році в муніципалітеті числилось 7582 оподатковані домогосподарства, у яких проживали 15014,5 особи, медіана доходів виносила 16 127 євро на одного особоспоживача